# Mauricio Amster
Mauricio Amster Cats (Leópolis, Imperio austrohúngaro,4 de junio de 1907 - Santiago, Chile, 29 de febrero de 1980) fue un tipógrafo, diseñador gráfico, escritor y traductor de origen judío. Está considerado dentro de los diseñadores más influyentes en España y Chile, donde vivió gran parte de su vida, por «su aporte estético, técnico y pedagógico [que] se convirtió en determinante para la renovación y evolución de las artes gráficas» en ambos países.

## Biografía

### Juventud y vida en España
Amster nació en Leópolis, actualmente Ucrania, en el seno de una familia judía sefardí, y estudió bachillerato en su ciudad natal. En 1927 se trasladó a Austria, dejando atrás a su familia (sus padres murieron en el campo de exterminio de Bełżec). En Viena ingresó en la Academia de Bellas Artes, pero no pudo concluir sus estudios; luego fue a Berlín, donde estudió en la Escuela Reimann entre 1927 y 1930.
En 1930 viajó a España en busca de nuevos horizontes laborales, debido a la gran depresión, invitado por su amigo el tipógrafo Mariano Rawicz. El joven diseñador vivió intensamente los seis años de la Segunda República española, época durante la cual, además de consolidarse como profesional trabajando para diversas revistas, diarios y editoriales —entre ellas Ulises, Dédalo, y Renacimiento—, dio curso a sus inquietudes políticas, militando por cinco años en el Partido Comunista de España. En julio de 1936, al estallar la guerra civil española, Amster se enroló como voluntario en las milicias populares, de las que fue licenciado por su miopía. Desde entonces, su participación se canalizó a través de otras labores: colaboró en el traslado de las obras del Tesoro Artístico Nacional de Madrid a Valencia y participó activamente en el Congreso de Intelectuales Antifascistas celebrado en allí en julio de 1937. Se desempeñó como director de las publicaciones del Ministerio de Instrucción Pública. Posteriormente fue destinado a la Subsecretaría de Propaganda, donde diseñó la Cartilla Escolar Antifascista, destinada a alfabetizar y adoctrinar a los soldados de las trincheras.

De Valencia, Amster pasó a Barcelona, donde se casó con Adina Amenedo, una encuadernadora de libros. Tras la victoria del franquismo, el matrimonio se trasladó a Francia, donde fueron acogidos por la familia Alberti, quienes lo presentaron a Pablo Neruda. El poeta había sido enviado a Francia como cónsul especial para la emigración española, con la misión de seleccionar a los refugiados españoles que se embarcarían en 1939 a bordo del Winnipeg en Burdeos, que atracó en el puerto de Valparaíso el 3 de septiembre de 1939.
- Creaciones de Amster<ref>«Memoria republicana - Carteles - Amster». www.arte.sbhac.net. Consultado el 5 de mayo de 2024.</ref>
- Cartilla aritmética antifascista.
- Cartilla escolar antifascista.

### Vida en Chile
Al llegar Mauricio Amster a la Estación Mapocho de Santiago, lo esperaba un cartel que lo llamaba a presentarse en la redacción del semanario Qué hubo en la semana, dirigido por Luis Enrique Délano. Pocos años después comenzó a trabajar como director artístico de la editorial Zig-Zag, que dirigía entonces el escritor español José María Souviron. En forma paralela a este trabajo, Amster promovió otros proyectos editoriales, como la editorial Cruz del Sur y la revista Babel. A esta última, considerada como una de las más importantes publicaciones culturales de la historia editorial chilena, se integró en calidad de gerente a comienzos de 1944, interviniendo además como diseñador, traductor y colaborador. Amster también participó en el diseño de las revistas Mapocho y Antártica, y trabajó como director artístico en otras editoriales, como la Editorial Jurídica fundada por Arturo Matte, la Editorial Nascimento, propiedad de Carlos George Nascimento y la Editorial Del Pacífico.
En 1953, junto al escritor Ernesto Montenegro fundó la Escuela de Periodismo, Ciencias y Técnicas de la Comunicación de la Universidad de Chile, en la que asumió la cátedra de Técnica Gráfica. Por esa misma época, Amster comenzó una de sus relaciones laborales más fructíferas, al convertirse en el diseñador y tipógrafo de la Editorial Universitaria, institución a la que siguió ligado hasta su muerte en febrero de 1980.En el país chileno su compromiso con el comunismo se fue diluyendo hasta convertirse en un foribundo anticomunista en los años 60.
Amster falleció el 29 de febrero de 1980 en Santiago de Chile.

## Homenajes
En el Instituto Cervantes de Alcalá de Henares se celebró entre noviembre de 2022 y abril de 2023 una exposición sobre parte de su obra denominada La obra maestra de Mauricio Amster y Walter Reuter: Cartilla escolar antifascista.

## Publicaciones
- Amster, Mauricio (1960). Técnica gráfica del periodismo. Editorial Universitaria.[11]
- Amster, Mauricio (1966). Técnica gráfica. Evolución, procedimientos y aplicaciones. Editorial Universitaria.
- Amster, Mauricio (1973). Normas de composición. Guía para autores, editores, correctores y tipógrafos. Editorial Universitaria.[12]
- Amster, Mauricio (1980). La ilustración del libro por medios manuales. Santiago: El Bibliofolo.